# دریای اژه
دریای اِژِه از دریاهای پیرامونی دریای مدیترانه است که میان شبه جزیره یونان و آناتولی جای گرفته است. دریای اژه از راه تنگه‌های داردانل و بُسفُر به دریای مرمره و دریای سیاه می‌پیوندد.
شمار زیادی جزیره در محدوده دریای اژه جای گرفته است اما برخی نیز در کناره بیرونی مرز جنوبی آن قرار دارند، ازجمله کرت و رودس. بیشتر این جزیره‌ها متعلق به یونان و شماری از آن‌ها نیز جزو خاک ترکیه هستند. نام این دریا احتمالاً از واژه یونانی آئیگِس (αἶγες) به معنای «امواج» گرفته شده است. در زبان‌های اسلاوی جنوبی به این دریا، دریای سفید گفته می‌شود.
بیشتر جزیره‌های دریای اژه از مقصدهای گردشگری پرطرفدار هستند و در بندرگاه‌های آن‌ها افراد محلی زیادی برای پذیرش گردشگران و راهنمایی آن‌ها به اقامتگاه‌ها حضور دارند.

## جغرافیا
دریای اژه حدود ۲۱۴٬۰۰۰ کیلومتر مربع (۸۳٬۰۰۰ مایل مربع) آب را پوشانده است و درازای آن ۶۱۰ کیلومتر و پهنای آن ۳۰۰ کیلومتر است. بیشینهٔ عمق دریا ۳٬۵۴۲ متر در شرق کْرِت می‌باشد.
نوارهٔ مرز جنوبی دریای اژه از غرب به شرق با این جزیره‌ها مشخص شده است: کیثیرا، آنتی‌کیثیرا، کرت، کاسوس، کارپاتوس و رودس.
جزایر متعدد دریای اژه را می‌توان به هفت گروه تقسیم کرد:
- گروه کیکلادس
- دودکانسا
- اژه شمالی (دریای تراکیه)
- جزایر اژه شرقی (ائوبیا)
- گروه سارونی
- اسپورادس شمالی
- گروه کِرِتی

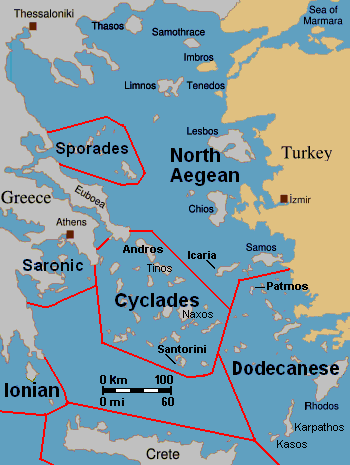
دسته‌بندی جزیره‌ها در دریای اژه.

خلیج‌ها و خلیج‌های کوچک دریای اژه به ترتیب ساعت‌گرد از سمت جنوب عبارتند از: کرت، میرابلو، آلمیروس، سودا و خانیا. و در خط ساحلی خاک اصلی: دریای میرتو در سمت غرب که خلیج آرگولی و خلیج سارونیک در سمت شمال غرب آن قرار گرفته‌اند، خلیج پاتلیس که با دریای ائوبویی جنوبی پیوند دارد، خلیج پاگاستی که با دریای ائوبویی شمالی پیوند دارد، خلیج ترمی در سمت شمال غرب، شبه‌جزیره خالکیدیکه شامل خلیج‌های کاسندرا و سینگیتی، و در سمت شمال، خلیج استریمونی و خلیج کاوالا. بقیه خلیج‌های دریای اژه در ترکیه قرار دارند و عبارتند از: خلیج ساروس، خلیج ادرمیت، خلیج دیکیلی، خلیج چاندارلی، خلیج ازمیر، خلیج قوش‌آداسی، خلیج گوک‌اوا و خلیج گول‌لوک.

## تاریخچه
دیرینگی خط ساحلی فعلی دریای اژه به حدود ۴۰۰۰ سال پیش از میلاد می‌رسد. پیش از آن زمان، در اوج آخرین عصر یخبندان (حدود ۱۸٬۰۰۰ سال پیش) سطح دریا در همه جا ۱۳۰ متر پایین‌تر بود، و به‌جای بخش اعظمی از اژه شمالی امروزی، دشت‌های ساحلی پرآبی وجود داشت. جزایر امروزی این دریا، ازجمله جزیره میلوس با تولیدات مهم ابسیدین خود، زمانی که برای نخستین بار مسکونی شدند احتمالاً هنوز به سرزمین اصلی متصل بودند.
ترتیب کنونی خط ساحلی حدوداً ۹۰۰۰ سال پیش ظاهر شد و بالا رفتن سطح دریا، بعد از عصر یخبندان، تا ۳٬۰۰۰ سال بعد از آن نیز ادامه یافت.
تمدن‌های اولیه عصر برنز که در این منطقه پدید آمد اصطلاحاً تمدن اژه‌ای نام گرفته است. در دوران باستان، این دریا، خاستگاه دو تمدن باستانی بود: مینوسی‌های جزیره کرت، و میسنی‌های پلوپونز.
بعدها با ورود هندواروپایی‌های یونانی به منطقه، دولت‌شهرهای آتن و اسپارت و شمار زیاد دیگری شهر در محدوده اژه بنیاد شد که اتحادیه دلوس و تمدن یونان باستان را تشکیل می‌دادند. دریای اژه بعد از آن در زمان هخامنشیان صحنه جنگ‌های ایران و یونان شد که جزئیات زیادی از آن در تاریخ ثبت شده است. رومی‌ها و رومیان شرقی (یونانی‌های بیزانس)، بلغارها، ونیزی‌ها، جنوآیی‌ها، و ترک‌های سلجوقی و عثمانی از تصرف‌کنندگان بعدی منطقه اژه بودند.

## افسانه نام دریای اژه
دریای اژه پهنه آبی در پیرامون دریای میانه، بنا به روایات یونانی نام خود را از افسانه زیر یافته است.
اروپا نام شاهزاده خانمی فنیقی بود که به‌همراه خانواده خویش در حوالی فلسطین زندگی می‌کرد. از سوی دیگر، زئوس خدای خدایان المپ توسط پیشگوئی پرومتئوس دانا که از خدایان المپ بود و از آینده خبر داشت، می‌دانست که دیوان و هیولاهای وحشتناک و در راس ایشان توفون مخوف چشم به مقام و مرتبه وی دوخته‌اند و سرانجام نیز به جنگ سهمگینی با او برخواهند خواست.
بنا به گفته‌های پرومتئوس تنها راه نجات وی فرزندی خواهد بود که از زئوس و یک میرا خاکی به وجود می‌آید و قادر است که پهلوانیها و کارهای شگرف انجام دهد.
بهمین جهت زئوس پس از جستجوهای فراوان برای یافتن همسری مناسب و در خور شان خویش، اروپا را انتخاب نمود و از آنجا که می‌دانست اروپا دختری پاکدامن است و هرگز حاضر به برآوردن خواسته وی نمی‌شود، خود را به صورت گاو نر سپید و تنومندی درآورده و به هنگامی که اروپا به‌همراه دیگر دوشیزگان در کناره‌های دریای مدیترانه به بازی مشغول بودند، خویش را بر او عرضه نمود.

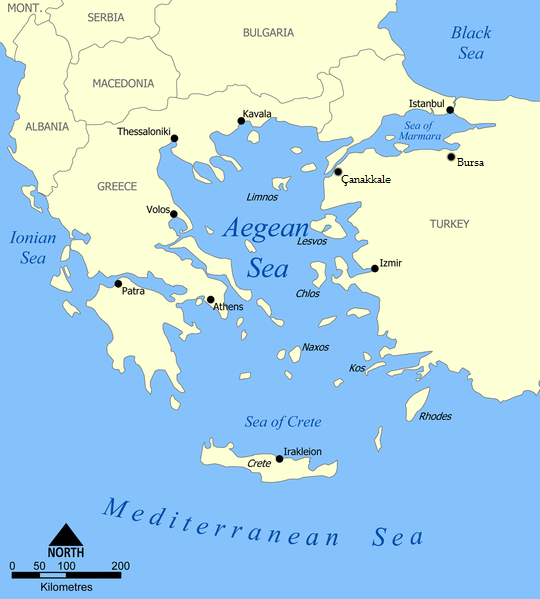
دریای اژه.

اروپا بی‌خبر از همه چیز گاو را جالب یافت و به تغذیه وی پرداخت و سرانجام نیز بر پشت گاو سوار گردید. نره گاو سپید بیدرنگ خود را با سوار بر پشتش به آب دریازده و از ساحل دور گردید.
فریادهای دختر بینوا و شیونهای همراهان نیز اثری نبخشیدند و گاو همچنان از ساحل دور می‌شد تا پس از گذشتن از آب دریای میانه به کرانه‌های جزیره کرت رسیدند. پس از بیرون رفتن از آب گاو خود را به شکل اصلی خود یعنی زئوس درآورده و قصد خود را بیان نمود.
او به اروپا قول داد که پسرانشان آن جزیره و سرزمین زیبا را به زیر فرمان خود درآورده و چنان خوب و خردمندانه رفتار می‌کنند که دوتن از ایشان پس از مرگ در قلمرو هادس خدای مردگان، قاضی رسیدگی به حال ارواح می‌گردند.
اروپا سرانجام تن به همخوابگی با زئوس داد و از وی دارای پسرانی گردید این سه پسر به نام‌های مینوس، رادامانتوس و ساریدون گرچه بر آدمیان عادی برتری داشتند، ولی هیچ‌کدام از آنها، آن قهرمان مقتدر مورد نظر زئوس نگردیدند. یکی از این پسران زئوس و اروپا مینوس نام داشت.
پس از آنکه زئوس اروپا را ترک نمود او پسرانش همچنان در جزیره کرت باقی‌ماندند و مینوس پادشاه جزیره گردید. او پس از ازدواج به‌همراه همسرش دخترانی داشت ولی دارای پسر نبود.
مینوس از عموی خویش پوزئیدون برادر زئوس و رب‌النوع دریاها خواهش کرد که برای برگزاری جشنی که به‌مناسبت سالروز پادشاهی او برگزار می‌شود، برایش گاوی سپید و قوی هیکل بفرستد تا او در مراسم جشن برای پوزئیدون قربانی کند و بدینوسیله به کسانی‌که در صدد پائین کشیدنش از تخت شاهی بودند هشدار دهد و ایشان را بترساند و هم توسط آن یاد رب‌النوع دریاها را گرامی داشته باشد.
بهمین منظور پوزئیدون نره گاو سپید و زیبائی از دریا بیرون فرستاد. شاه مینوس گاو را با خود به محل اقامت خویش برده اما گاو را برای جفت‌گیری کردن و اصلاح نژاد دامهای خود مناسبتر یافت تا قربانی کردن برای پوزئیدون؛ بنابراین به جای گاو سپید قوی هیکل گاو سپید دیگری را قربانی نمود.
پوزئیدون رب‌النوع دریا از این عمل مینوس خشمناک گردید و مینوس را نفرین کرد که پیوسته از گاو در عذاب روحی باشد. همسر مینوس پاسیفائه نام داشت. پاسیفائه که از سرگذشت مادرشوهر خویش خبر داشت، پنداشت که این گاو نر همان زئوس است که هنوز در پی به‌دست آوردن فرزند مورد نظر خویش می‌باشد و تنها از روی احتیاط و پنهان‌کاری است که به هیبت گاو درآمده، بنابراین دل در گرو گاو بست.
از آنجا که گاو هیبت بدل نمی‌کرد، لاجرم پاسیفائه به سراغ دایدالوس، صنعتگر و مخترع ماهر رفت و از او درخواست کمک نمود. دایدالوس قالب گاو ماده‌ای را که در زیر آن چرخ‌هایی نصب نموده بودند، برای پاسیفائه درست کرد و روی آن را پوست گاو ماده‌ای کشید. پاسیفائه به درون آن درآمد و قالب را بسوی مرغزاری که گاو سپید در آن مشغول چرا کردن بود، هل دادند. بدینوسیله گاو نر با پاسیفائه جفت‌گیری کرد. پس از نه ماه که پاسیفائه وضع حمل نمود، حیوان عجیبی به دنیا آمد که تن آدمی و سر گاو داشت و مایناتور نامیده می‌شد و بسیار وحشی و نا آرام بود و به هیچ چیز و هیچ‌کس رحم نمی‌کرد.
مینوس قصد کشتن او را داشت که آریادنه دختر مینوس و خواهر مایناتور نزد پدر به وساطت برخاست و او را از مرگ رهانید اما شاه مینوس که از دیدن این موجود عذاب می‌کشید، مایناتور را در نزدیکی خویش نمی‌خواست.
بازهم دایدالوس خردمند به چاره جوئی پرداخت و به شاه مینوس قول داد که دالان بسیار تاریک و پر پیچ و تو در توئی در کنار قصر بسازد که هیچ‌کس نتواند در آن راه خروج را پیدا کند و بیرون بیاید. پس از ساختن باغ هزارتو یا همان راهروی تاریک، حیوان عجیب و وحشی، مایناتور را در آن انداختند و برای اینکه به فکر بیرون آمدن و به خرابی پرداختن نیفتد، با وی عهد بستند که هر ساله هفت پسر جوان و هفت دوشیزه زیبای سالم به او بدهند تا به مصرف غذای خود برساند و همین کار را هم می‌کردند.
پس از مدتی میان شاه مینوس کرتی و شاه آیگیوس پادشاه آتن جنگ سختی درگرفت که در آن آتنیها بازنده شدند و متقبل گردیدند که به عنوان غرامت جنگی، قربانی سالانه مایناتور را فراهم آورند. پس از چند سال پرداخت غرامت از سوی آتنیها، تسئوس پسر آیگیوس که در این میان بزرگتر شده بود، به پدر خود گفت که حاضر به پذیرش این بدنامی نمی‌باشد که قربانیها هر ساله فقط از میان مردم عادی انتخاب گردند و از همین رو او که پسر پادشاه می‌باشد به عنوان قربانی همراه دیگران به کرت خواهد رفت و خواهد کوشید که مایناتور را بکشد و بدینوسیله این بلا را از سر آتنیها دور سازد.
شاه آیگیوس پس از امتناع فراوان، عاقبت در برابر خواسته پسر راه به جایی نبرده و رضایت داد که پسرش را با دیگر قربانیان بلا، روانه کرت کند. روز پدرود آیگیوس غمگینانه به پسرش گفت که این کشتی که تو بر آن سوار می‌شوی، بادبان‌های سیاه به نشان سوگواری دارد. اگر روزی که که کشتی بازمی‌گردد، تو به هدف خود رسیده بودی و در میان کشتی جای داشتی، بادبان‌های سپید برافراز تا من از دور بدانم که تو سالم مانده‌ای وگرنه می‌دانم که تو هم طعمه مایناتور گردیده‌ای.
پس از ورود کشتی آتنی به جزیره کرت، آریادنه شاهزاده خانم کرتی و دختر مینوس پادشاه آنجا تسئوس را در میان قربانیان دید و بدو دل باخت مخصوصاً وقتیکه از نسب او نیز آگاه شد. فکر اینکه چه سرنوشت شومی در انتظار تسئوس می‌باشد، آریادنه را به اندوه عمیقی فرو برد و سرانجام وادارش نمود تا نقشه‌ای طرح نماید.
شب پیش از روز قربانی کردن آتنیها، آریادنه به سراغ تسئوس رفت و به او گفت فردا درخواست کن که ابتدا تو را پیش از دیگران به درون دالان بفرستند و اگر بتوانی این کلاف نخ را پنهانی با خود ببری کار تو آسان می‌گردد. هنگامی‌که وارد دالان شدی سر نخ را به در دالان ببند و در حال پیش رفتن به جلو، کلاف را شل کن تا نخ بر کف دالانها بخوابد و به هنگام برگشتن نشانه راه بازگشتت بطرف بیرون باشد. من برایت سلاحهای لازم را پیش از ورود به دالان فراهم می‌نمایم و پشت در دالان می‌گذارم. نیمه شب فردا هم من پشت در دالان منتظر تو خواهم بود تا اگر موفق به کشتن مایناتور گردیده بودی، در را برویت بگشایم، به شرط آنکه به هنگام رفتن مرا نیز با خود ببری زیرا که اگر پدرم بفهمد که من تو را یاری داده‌ام معلوم نیست که چه بلایی بر سرم بیاورد.
تسئوس پذیرفت و به همانگونه رفتار نمود و موفق به کشتن مایناتور گردید. پس از بازگشت از دالان هزار پیچ تو در تو، آریادنه را برداشته و به همراه دیگران پنهانی راهی آتن گردید.
در میان راه برای استراحت و فراهم نمودن توشه راه در جزیره زیبای ناکسوس که گردشگاه دیونیسوس یکی از خدایان المپ بود، پیاده شدند. از قضای روزگار دیونوسوس در همان زمان جشنی بر روی جزیره برپا کرده بود و با دیگران مشغول عیش و نوش بود. آریادنه نیز در جنگل انبوه و دور از دیگران به گردش پرداخت.
دیونیسوس او را دید و دل بدو باخت و وی را بخواب جادو فرو برد. آریادنه چون از خواب بیدار شد، دیگر چیزی از تسئوس و گذشته و آمدنش به ناکسوس بخاطر نداشت و به‌همراه دیونیسوس برفت. از طرف دیگر تسئوس سراسر جزیره را برای یافتن دلبر جستجو کرد ولی اثری از آریادنه نیافت و بگمان اینکه او مرده است، ناراحت و مغموم بادبان برافراشت و جزیره را به مقصد وطنش ترک نمود و پس از گذشت چند روز به کرانه‌های آتن نزدیک شد، اما همچنان اندوهگین بود بگونه‌ای که پیمان خویش را با پدرش فراموش کرده و رنگ بادبان‌ها را به سپید مبدل ننموده بود.
آیگیوس که از دور بازگشت کشتی را دید و رنگ سیاه بادبان‌ها را مشاهده کرد، بگمان اینکه پسرش تسلیم مرگ شده است از شدت غم خود را از بالای باروی دژی که بر صخره‌ای مشرف به دریا قرار داشت، به زیر افگنده و در دم جان بداد.
یونانیان برای زنده نگاه‌داشتن نام آیگیوس، آبهای میان سرزمین اصلی یونان و آسیای کوچک را دریای آیگه نامیدند و این نام با وجود رفتن و آمدنهای مکرر دیگر اقوام و ملل همانند نام سینوس پرسیکوس یا خلیج پارس یا دریای خزر تا به امروز هم حفظ شده است. واژه متداول دریای اژه در زبان ما تلفظ فرانسوی از دریای آیگه یا ایگئوس می‌باشد.
این دریا که میان ترکیه و یونان قرار دارد، نخست تنها در میان یونانیان بنام دریای اژه خوانده می‌شد ولی احترام یونانیان در برابر فرهنگ و اساطیر یونانی که بعضاً نیز فقط و فقط زائیده اندیشه‌های داستان‌سرایان یونانی بود، چنان زیاد و خلل ناپذیر بود که اقوام و ملل دیگر نیز همین نامها و روایتها را پذیرفتند و بدانها اقتدا نمودند و حتی بعضاً از خود پنداشتند. اژه امروزه نامی پذیرفته شده تاریخی است که کسی نیز در صدد تحریفش برنیامده، امری که در مورد دریاهای شمال و جنوب کشور ایران یعنی دریای خزر یا خلیج فارس چندان صدق نمی‌کند. چنان‌که نخستین را با نام اشتباه می‌خوانند و از دومین دریا با نام مجهول و گمنام خلیج یا خلیج با پسوند نامی اشتباه و جعلی یاد می‌کنند.